# GO9

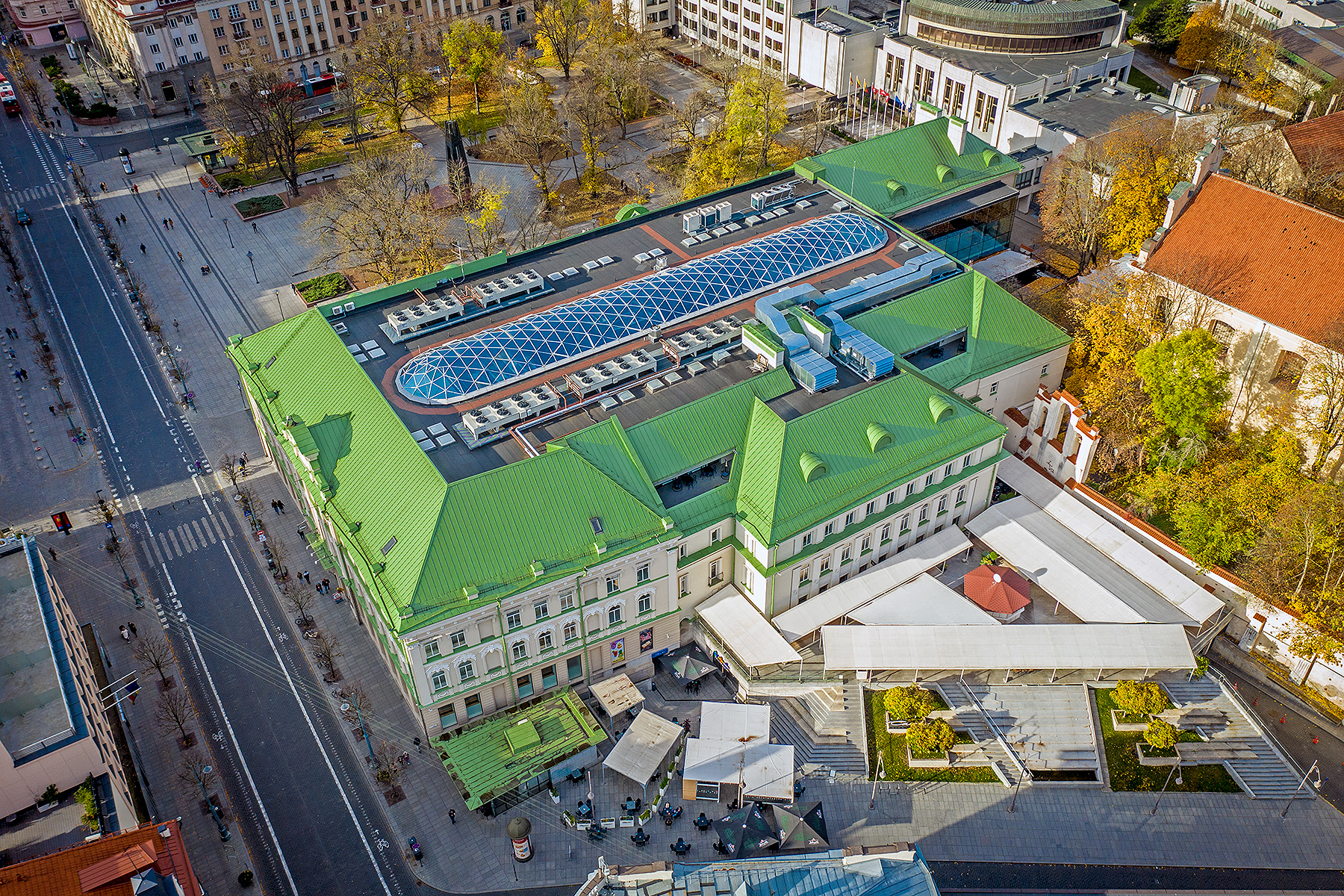

El GO9 es un centro comercial establecido en 2007 en Gediminas en la ciudad de Vilna, la capital del país europeo de Lituania.
El edificio original de 1893 fue realizado bajo el proyecto de Aleksej Polozow. En el siglo XX alojó la primera discoteca de la ciudad "Palas de Dance".  También en el edificio tuvo su sede la edición e impresión de "Kurjer Vilensky".  Desde 1983, pasó a alojar las oficinas de la ciudad de Vilna.  De 2005 a 2007, el edificio lleva el nombre del proyecto de los arquitectos M. Wilson, Irma Kašėtaitė y Antanas Gvildys que lo restauraron y llamaron "Gediminas 9". En 2014, finalmente se convirtió en "GO9". 